# Александар Руцкој
Александар Владимирович Руцкој (16. септембар 1947) је руски политичар, и пензионисани генерал-мајор ваздухопловства у СССР-у. Закључно са 24. септембром 2022. је био једини потпредседник РСФСР и Русије од 10. јула 1991. до формално 4. октобра 1993. године. По неким тумачењима је током Уставне кризе 1993. године од 22. септембра био в.д. председника Русије, пошто је парламент изгласао опозив Бориса Јељцина због прекорачења председничких овлашћења. Сам Јељцин, и група која је подржавала председника током те кризе, га није признала за председника. После разрешења кризе у Јељцинову корист, Руцкој је био смењен са положаја потпредседника, а три године касније је изабран за гувернера Курске области, где се служио од 23. октобра 1996. до 18. новембра 2000.,

## Уставна криза 1993. године
У најкраћим могућим цртама, Борис Јељцин као председник РСФСР, касније Русије, није имао широка овлашћења, и морао је да сарађује са Врховним совјетом Русије, и Представничким домом. Русија је у том периоду пролазила кроз турбулентну транзицију и економску ситуацију, и због економских разлога, између осталих, су руски парламент и председник били у сукобу. Парламент је конкретно спречио именовање Гајдара за премијера 1992, па је Виктор Черномирдин именован као компромисни кандидат. Јељцин је у ТВ обраћању 21. септембра 1993. године објавио председнички указ бр. 1400, којим се између осталих мера укида Врховни совјет, и распушта парламент. По тада важећем Уставу РСФСР из 1978. године председник Русије није имао овлашћења да то уради, па је Уставни суд оборио његов указ, а парламент је по пресуди суда у вече између 21. и 22. септембра 1993. године у 00:25 именовао Руцкоја за вршиоца дужности председника. Два дана касније је ванредним заседањем Представничког дома Јељцинов указ проглашен за државни удар, и формално је ивршена његова смена. Тако је настао сукоб између две струје у Русији: председничке и парламентарне, а и сами грађани су били подељени око тога. На Јељциновој страни су били министарство унутрашњих и спољашњих послова. Криза је решена 4. октобра 1993. године, након што је један тенковски батаљон пуцао на зграду Представничког дома, у којој су се представници забарикадирали, и након што су војска и полиција упали у зграду. 
Руцкој и вође парламентарне струје у уставној кризи су били ухапшени, али су били и амнестирани од стране новоформиране Државне думе годину дана касније. Позиција потпредседника је укинута, и по новом Уставу су председничка овлашћења знатно проширена.